# Villemoustaussou

Villemoustaussou este o comună în departamentul Aude din sudul Franței. În 1 ianuarie 2022 avea o populație de 4.434 de locuitori.